# 10261 Нікдоллежаль
10261 Нікдоллежаль (10261 Nikdollezhalʹ) — астероїд головного поясу, відкритий 22 серпня 1974 року.
Тіссеранів параметр щодо Юпітера — 3,458.